# Artopoetes isurugiae
Artopoetes isurugiae är en fjärilsart som beskrevs av Okano 1954. Artopoetes isurugiae ingår i släktet Artopoetes och familjen juvelvingar. Inga underarter finns listade i Catalogue of Life.